# Puy-Saint-Pierre
Puy-Saint-Pierre település Franciaországban, Hautes-Alpes megyében. Lakosainak száma 517 fő (2022. január 1.). Puy-Saint-Pierre Briançon, Puy-Saint-André és Saint-Chaffrey községekkel határos.

## Népesség
A település népességének változása:
| Lakosok száma | 229  | 344  | 478  | 506  | 529  | 555  | 532  | 524  | 516  | 517  |
|               | 1968 | 1990 | 2006 | 2011 | 2015 | 2016 | 2018 | 2019 | 2021 | 2022 |